# A2M

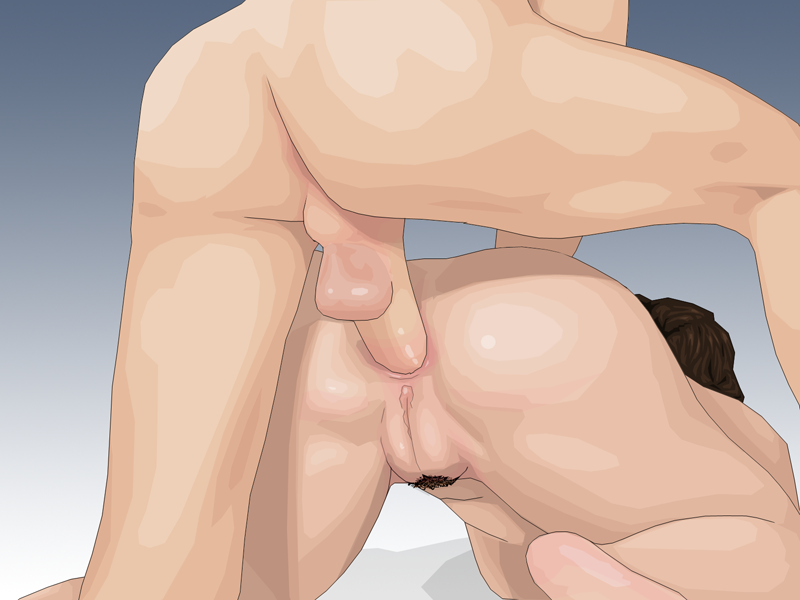

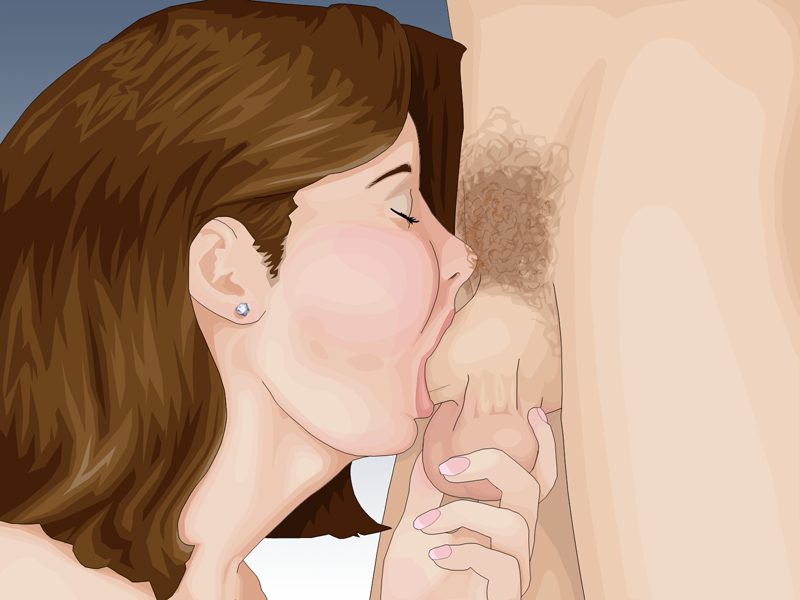
La felación (en la imagen inferior) se realiza posterior al hombre realizar el sexo anal (imagen superior)

A2M o ATM (del inglés ass to mouth: del ano a la boca) es un acrónimo utilizado en las prácticas sexuales propias del cine pornográfico, que consiste en introducir el pene dentro de la boca de otra persona (felación), justo después de haberlo sacado del ano de esta misma persona o de otra y sin interrupción visual en el desarrollo de la escena como garantía de la veracidad de la acción.
Se trata de una práctica sexual de riesgo, poco corriente en la vida sexual íntima. Casi limitada a la función de puro exhibicionismo de cara al espectador en el panorama del cine para adultos. A menudo se realiza en los filmes X de temática heterosexual, en el que la mujer es penetrada por uno o más hombres, con el objetivo de provocar la excitación del observador.

## Práctica sexual
En toda la pornografía convencional las infecciones bucales o digestivas por la presencia de bacterias y materia fecal en el pene es muy limitado, ya que, generalmente, las actrices que intervienen en A2M haciendo sexo anal cuidan su higiene con enemas aplicados antes de filmar estas escenas. Es por lo que no se debe confundir con la coprofagia (ingesta de materia fecal). 
El contacto sin protección oral genital implica la posibilidad de contraer enfermedad de transmisión sexual, como el herpes genital, parásito intestinal y una infección de hepatitis A. 
Limpiar el área anal y la aplicación de un enema consigue reducir el riesgo de enfermedad. Las actrices porno a menudo usan enemas antes de la filmación de secuencias anales sexuales; el objetivo es eliminar la posibilidad de que cualquier materia fecal pueda aparecer en la película.